# Jamestown Foundation
La Jamestown Foundation è un think tank e fondazione statunitense con sede a Washington. Il suo scopo è "informare ed educare" i decisori politici americani sugli eventi e le tendenze che percepisce come "strategicamente importanti" per gli Stati Uniti. Il sito web di Jamestown Foundation afferma che il suo materiale è "presentato senza pregiudizi politici, filtri o programmi." Tuttavia, è stato anche accusato di tornare alle tattiche di propaganda della Guerra Fredda.
William Geimer ha fondato la Jamestown Foundation  nel 1984 dopo la partenza del sovietico Arkadij Ševčenko nel 1978. Ševčenko, allora vice segretario generale delle Nazioni Unite (ONU), è stato il funzionario sovietico di più alto grado mai partito per gli Stati Uniti. Geimer aveva lavorato a stretto contatto con Ševčenko, stabilendo la Jamestown Foundation come strumento per promuovere gli scritti dell'ex diplomatico sovietico, così come quelli di Ion Mihai Pacepa, un ex alto ufficiale dell'intelligence rumena, e con l'aiuto di Geimer e della fondazione, entrambi i disertori pubblicarono libri di successo.
Il direttore della CIA William J. Casey, una figura di spicco dell'Agenzia per la sicurezza nazionale degli Stati Uniti, ha contribuito a sostenere la formazione della Jamestown Foundation, concordando con le sue accuse secondo cui il servizio di intelligence degli Stati Uniti non avrebbe fornito un sostegno finanziario adeguato ai disertori del blocco orientale. La fondazione era inizialmente dedicata al sostegno dei dissidenti sovietici e l'organizzazione ha anche permesso ai disertori di guadagnare denaro extra attraverso conferenze e scritti.
Attualmente, il suo obiettivo principale è la Cina, la Russia/Eurasia e il terrorismo. Dal 2008 pubblica le pubblicazioni China Brief, Eurasia Daily Monitor, Global Terrorism Analysis e North Caucasus Weekly (chiamato anche Chechnya Weekly). Le pubblicazioni precedenti includono Eurasia Security Trends, Fortnight in Review, Monitor, North Korea Review, Prism, Russia and Eurasia Review, Russia's Week, Spotlight on Terror, Terrorism Focus e Terrorism Monitor. La Jamestown Foundation raccoglie le sue informazioni sia attraverso i canali ufficiali che attraverso i contatti di intelligence.
A partire dal 2008, il consiglio di amministrazione della fondazione è composto, tra gli altri, da James H. Burnley IV e Frank Keating, e tra i membri di spicco di Jamestown Foundation c'è Vladimir Socor. 
Michael Scheuer, un ex membro di spicco, ha lasciato la Jamestown Foundation nel febbraio 2009. In un articolo su anti-war.com ha affermato di essere stato licenziato dall'organizzazione a causa delle sue opinioni esplicite sulle relazioni tra Stati Uniti e Israele. L'attuale presidente di Jamestown Foundation, Glen Howard, ha paragonato in modo sprezzante le opinioni di Scheuer all'ex candidato presidenziale repubblicano Ron Paul.